# 三洋証券
三洋証券株式会社（さんようしょうけん、英: Sanyo Securities Company Limited.）は、かつて存在した日本の証券会社。

## 概要
三洋証券は、野村証券から出資を受けたがオーナー色が強く独自路線であった。バブル期に積極的な不動産投資を行ったほか、コンピュータ関連への投資にも積極姿勢を示し、1988年に江東区塩浜に開設した本社別館内のトレーディングルームは、広さ約6400㎡、最大800人のディーラーが同時に取引を行える規模で、当時「東洋一」と謳われた。
バブル崩壊後、本業の赤字に加え「三洋ファイナンス」など系列ノンバンク4社の不良債権が膨らみ、その処理が重しとなった。前述のコンピュータ投資も負担となり、雪だるま式に債務が膨張、借入金返済不能となった。
三洋電機、三洋貿易、三洋信販、三洋物産、三洋産業とは一切無関係であった。

### 倒産まで
赤字から脱却できず、経営危機として、1994年3月17日、旧大蔵省証券局の主導で再建9ヵ年計画を発表、メインバンクの金利減免、株主の野村證券などに200億円の第三者割当増資、生命保険会社から200億円の劣後ローン、9年間かけて不良債権を償却する計画だった。
しかし三洋証券は、1992年3月期以降、1997年3月期の倒産まで6期連続の赤字、債務返済の目途が立たず、計画は頓挫した。
生保の劣後ローンを自己資本に繰入れての自己資本比率200％を、経済各誌は不安視した。その後自己資本比率が、169.4％まで急降下したところで自転車操業が明らかとなる。当時免許制の証券業は、自己資本比率が120％を割り込むと大蔵省の業務改善命令が発令される。
1997年春、主力銀行が株式の持合い解消、三洋証券と関係ない生保各社は、焦げ付く可能性の高い劣後ローンに否定的で、1997年7月、生保側は3ヶ月の延長しか認めず「早急の新再建案の提示条件付」。生保が劣後ローンを断り「延命の中止すなわち倒産」となる時期に衆目が注視。事実上の最後通告となった。
1997年9月26日付産経新聞が、同じ野村証券系の国際証券と合併計画をスクープしたが、野村証券自身も損失補填、総会屋事件で社長や関係者が逮捕され赤字に陥り、問題の多い三洋証券、国際証券など系列証券と関係を断つ可能性があった。合併相手の国際証券も損失補填や法令違反が報道されるなど先行き不透明な課題を抱え衆目を集めた。誰も三洋証券の不良債権を、引き受ける理由はない。
1997年10月31日、劣後ローン延長期限が終了。生保側は株主代表訴訟リスクから延長を認めず、この時点で倒産は不可避となった。

### 債務不履行と無担保市場の大混乱
1997年11月3日会社更生法の適用を申請した。この倒産劇自体はそれほど世間の注目を浴びたわけではなかったが、戦後初の金融機関での債務不履行（デフォルト）を三洋証券が起こしてしまった。
1997年11月4日、三洋証券が経営破綻し、群馬中央信用金庫が三洋証券に貸し付けていた無担保コール約10億円が債務不履行（デフォルト）で回収できなくなり、連動する国内外の無担保コール市場が大混乱に陥った。
それは10月31日（金曜日）に借り入れた無担保コール翌日物の返済期限である11月4日（火曜日）を待たずして、三洋証券が11月3日（月曜日・祝日）に会社更生法の適用を申請してしまったことが原因だった。
日本の金融機関は、インターバンクのコール市場で日々資金調達している、1円たりとも不決済があってはならない。ところが三洋証券による10億円の返済不能が、日本の金融システムの信用を失墜させ、ジャパンプレミアムの原因を作ってしまった。これにより、北海道拓殖銀行や山一證券、德陽シティ銀行のように既に経営が悪化していた金融機関の資金調達は、ますます困難になり、3社とも11月中に経営破綻に追い込まれている。
1998年、三井海上火災保険が名乗り出たがまとまらず、6月経営再建を断念、8月従業員全員を解雇、1999年12月に会社更生法を取り下げて破産宣告を受けた。2009年3月25日に破産手続が終結し、法人は消滅した。前述した本社別館は、2000年に東洋情報システム（現・TIS）が買収しデータセンターとして利用された。

## 沿革
- 1910年 - 「土屋鋭太郎商店」として創業。
- 1943年 - 「土屋證券株式會社」へ法人改組。
- 1944年 - 「日東証券株式会社」に商号変更。
- 1971年
  - 4月 - 湘南証券を吸収合併。
  - 10月 - 江口證券および大一呉証券を吸収合併、「江口日東証券株式会社」に商号変更。
- 1973年
  - 1月 - 「三洋証券株式会社」と商号変更。総合証券会社となる。
  - 5月 - 東京証券取引所・大阪証券取引所・名古屋証券取引所第2部市場に上場（使用していた証券コード：8605）。
- 1975年11月 - 上記3証券取引所の第1部銘柄に指定替え。
- 1988年4月 - 江東区に本社別館（ディーリングルーム）を竣工[6]。
- 1997年
  - 11月3日 - 会社更生法の適用を申請し、経営破綻。
  - 11月4日 - 群馬中央信用金庫（後のぐんま信用金庫、現在のしののめ信用金庫）が三洋証券に貸し付けていた約10億円が焦げ付き、無担保コール市場が大混乱に陥る。
- 1998年
  - 3月13日 - 三井海上火災保険が一部業務の承継を検討していたが、これを断念。
  - 6月24日 - 更生管財人により、経営再建を断念すると発表。
  - 8月31日 - 全従業員解雇。
- 1999年12月28日 - 破産宣告を受ける。
- 2009年3月25日 - 破産手続終結の決定を受け、法人消滅。